# Барляев, Владимир Алексеевич
Влади́мир Алексе́евич Барля́ев (4 ноября 1947, Калинин — 23 августа 2008, Дзержинский, Московская область) — советский, российский артист театра, актёр дубляжа. Заслуженный артист РСФСР (1986), Народный артист России (1995), Ветеран труда (1999), Призёр VIII Всесоюзного конкурса вокалистов им. М. Глинки.

## Биография
Родился 4 ноября 1947 года в Калинине (ныне — Тверь), где окончил местное музыкально-педагогическое училище на факультете хорового дирижирования. После выпуска Московской государственной консерватории имени П. И. Чайковского в 1973 году отправился работать в Ленинградский театр музыкальной комедии, где был отмечен главным режиссёром Владимиром Воробьевым. Проработав 7 лет солистом, в 1980 году сменил место жительства, не изменив, однако, творческого направления: В.Барляев — ведущий солист Магаданского драматического и музыкального театра.

В моей жизни всегда все решали пять минут. В 1980-м году в Ленинград приехал режиссёр Юлий Гриншпун, увидел меня на сцене и за пять минут уговорил поехать в Магадан!— Владимир Барляев 
Параллельно с театром В. А. Барляев пел в муниципальной капелле им. заслуженного работника культуры Е. Алхимова, затем руководил ею восемь лет. Преподавал в Магаданском училище искусств на вокальном отделении. Был профессором в РАТИ (ГИТИСе) — единственного курса в Магадане с 1997 года по 2001 год. В 2004 году занял пост директора Магаданского музыкального и драматического театра, который не оставил до конца жизни.

Он естественен и правдив на сцене. Граф, значит настоящий граф. Прохиндей, значит настоящий прохиндей в своей прохиндиаде. Он заразителен и заражает весь зрительный зал всегда, какую бы роль ни играл. Он — эталонно классический герой-любовник, краса и гордость нашего театра.— Эдуард Шуберт 
Похоронен на городском кладбище в Дзержинском.

## Память
В 2013 году, в год празднования 60-летия Магаданской области, именем Владимира Алексеевича Барляева была названа Детская школа искусств, которая спустя два года была внесена в национальный реестр «Ведущих учреждений культуры России»

## Интересные факты
Играл на фортепиано, скрипке, струнных инструментах, аккордеоне, баяне. Обладал лирическим баритоном. Владел двумя языками (не включая родного): итальянским и немецким.

## Творчество

### Театральные работы
- Ночной незнакомец — Игорь
- Мадемаузель Нитуш — Шампларто
- Фиалка Монмарта — Друг Рауля
- Бабий бунт — Николка
- Мама, я женюсь — Руфик
- Разбитое зеркало, или Новая опера нищих — Мекхит
- Летучая мышь — Генрих Айзенштайн
- Марица — Тасилло
- Баядера — принц Раджами
- Принцесса цирка — Мистер Икс
- Ханума — князь Вано Пантиашвили
- Синяя Борода — герцог
- Хлестаков из Петербурга — городичий
- Свадьба Кречинского — Кречинский

### Фильмография
- 1979 — Летучая мышь — вокал Генриха Айзенштайна (роль Юрия Соломина)